# Pascal Deweze
Pascal Deweze (Asse, 1973) is een Belgische zanger, gitarist en producer die deel uitmaakte van verschillende bekende groepen, waaronder Metal Molly, Roosbeef en Sukilove.

## Biografie
Pascal Deweze verschijnt voor het eerst in 1995 ten tonele met het eerste album van Metal Molly, Surgery for Zebra, verschenen op het Nederlandse Brinkmanlabel in de Benelux en Silvertone in de VS. Het album bevat culthit 'Orange', dat hen op de podia van onder andere Werchter (toen nog Torhout/Werchter), Pinkpop en CMJ brengt. Na een sabbatjaar verschijnt opvolger The Golden Country (op Double-T Records). De band stopt begin 2000.
In de tussentijd is Deweze ook deel gaan uitmaken van Mitsoobishy Jacson, een terloopse samenwerking met Mauro Pawlowski en Peter Houben op het album Boys Together Outrageously, dat verschijnt in 1999.
Samen met Carol van Dijk (zangeres van Bettie Serveert) richt hij eerst Chitlin' Fooks op, een groep die zijn sound zoekt in de vroege countryblues. Een eerste plaat, simpelweg Chitlin' Fooks geheten, verschijnt in 2001, de opvolger Did it again volgt een jaar later. Met deze groep toeren Van Dyk en Deweze een poosje, voornamelijk door de VS in de zomer van 2001. Nadat Mauro Pawlowski hen vervoegde namen ze in 2003 onder de naam Shadowgraphc City een gelijknamig album uit.
Ondertussen heeft Pascal zijn hoofdproject Sukilove opgestart, waarmee hij tussen 2001 en eind 2013 vijf albums en verscheidene ep's zal opnemen. Een hoogtepunt is hun bijdrage aan een Beatles-cd-compilatie voor het Britse tijdschrift MOJO.
In 2010 schrijft Deweze samen met Tim Vanhamel de jaren-zestiggetinte soundtrack voor de internationale televisieserie Benidorm Bastards. De serie leidt tot de spin-off-band Broken Glass Heroes, levert twee radiohits op ('Baby don't worry' en 'Let's not fall apart') en resulteert eveneens in het succesvolle album Grandchildren of the revolution.
Deweze is ondertussen ook een bedrijvige producer. In zijn eigen Studio Jezus in Hoboken produceert hij albums voor onder andere Bed Rugs, The Van Jets, Tubelight, The Germans en Creature with the Atom Brain.
Als muzikant speelde hij mee op platen van onder meer Alex Chilton, Bettie Serveert en Maaike Ouboter. In 2005 schrijft hij samen met Mauro Pawlowski de soundtrack voor de VPRO-film Gezocht: Man van Patrice Toye.
Momenteel speelt hij live bij Gruppo di Pawlowski, Novastar en Black Cassette.
In 2015 en 2016 toert hij samen met Nicolas Rombouts en een 14-koppige band met het programma Clo Clo, Une Soirée Avec Claude François '69, een hommage aan de Franse zanger Claude François. In dezelfde periode werkt hij in stilte aan de voorbereiding van zijn eerste solo-album Cult of Yes, dat in mei 2017 verschijnt bij Starman Records.

## Bands
- Metal Molly
- Mitsoobishy Jacson
- Chitlin' Fooks
- Sukilove
- Broken Glass Heroes
- Shadowgraphic City
- Roosbeef
- Kipgeweer